# Овсянников, Григорий Фёдорович
Григо́рий Фёдорович Овся́нников (21 января 1915, Слободской уезд, Вятская губерния — 19 июня 1955, Хмелевка, Кировская область) — участник Великой Отечественной войны, полный кавалер ордена Славы, стрелок 101-го стрелкового полка 4-й стрелковой дивизии 69-й армии 1-го Белорусского фронта, рядовой.

## Биография
Родился 21 января 1915 года в деревне Ивашковцы в семье крестьянина. Русский. Член ВКП/КПСС с 1945 года. Окончил начальную школу. До призыва на военную службу работал кузнецом в деревне Катаевцы.
В июле 1942 года был призван в Красную Армию. С 1943 года участвовал в боях с немецко-фашистскими захватчиками. В составе 101-го стрелкового полка участвовал в освобождении Белоруссии.
18-19 июля 1944 года при прорыве обороны противника у деревни Туричаны рядовой Овсянников в числе первых преодолел реку Турья. Ворвавшись в первую траншею, действуя штыком и прикладом, он уничтожил трёх гитлеровцев. Видя, что рядом с ним так же уверенно расправляются с врагами его товарищи, он устремился ко второй траншее, потом к третьей. Наступление успешно развивалось. Сразу же после прорыва вражеской обороны командир полка майор Карасев представил Г. Ф. Овсянникова к награде. Приказом командира 4-й стрелковой дивизии от 2 августа 1944 года за мужество и отвагу, проявленные при форсировании реки Турья, рядовой Овсянников Григорий Федорович награждён орденом Славы 3-й степени.
Через несколько дней войска 69-й армии, в составе которой был полк Овсянникова, вышли на государственную границу СССР, с ходу форсировали Западный Буг, вступили на территорию Польши и, тесно взаимодействуя с танковыми соединениями, устремились к Висле. В ночь на 29 июля передовой отряд дивизии уже был на Висле и к утру в районе населенного пункта Садковице форсировал реку. В числе первых воинов, переправившихся на западный берег, был и рядовой Овсянников. В бою на плацдарме гранатами уничтожил вражескую пулемётную точку, обеспечив продвижение своему подразделению. Заменив тяжело раненого командира взвода, управлял боем. Пехотинцы ворвались в первую траншею и в короткой схватке перебили гитлеровцев. Не задерживаясь, устремились ко второй траншее. В рукопашной схватке уничтожил 5 вражеских солдат. Приказом по войскам 69-й армии от 8 сентября 1944 года за мужество и отвагу, проявленные при форсировании реки Вислы, рядовой Овсянников Григорий Федорович награждён орденом Славы 2-й степени.
Рядовой Овсянников участвовал в боях на Пуловском плацдарме, прорыве вражеской обороны в январе 1945 года. В первых числах февраля передовой отряд 4-й дивизии был уже на Одере в районе Франкфурта-на-Одере, форсировал эту крупную водную преграду и зацепился за западный берег. Почти весь февраль бойцы отбивали яростные контратаки противника. В этих боях рядовой Овсянников заменил выбывшего из строя помощника командира взвода и в течение всей борьбы за плацдарм руководил боевыми действиями подразделения. 4 февраля он во главе взвода ворвался в расположение противника и уничтожил станковый пулемёт с прислугой. На следующий день, расширяя плацдарм, он смело атаковал опорный пункт противника, в рукопашной схватке уничтожил десять гитлеровцев и удерживал захваченный рубеж до подхода подкрепления. 5 марта при отражении вражеской атаки он был тяжело ранен в голову, потерял сознание. Товарищи вынесли его из боя и отправили в медсанбат. Почти пять месяцев провёл в госпитале. Здесь узнал о высокой награде.
Указом Президиума Верховного Совета СССР от 31 мая 1945 года за исключительное мужество, отвагу и бесстрашие, проявленные на заключительном этапе Великой Отечественной войны в боях с гитлеровскими захватчиками, рядовой Овсянников Григорий Федорович награждён орденом Славы 1-й степени. Стал полным кавалером ордена Славы.
В августе 1945 года Г. Ф. Овсянников был демобилизован. Вернулся на родину, работал в колхозной кузнице. В 1954 году Г. Ф. Овсянников был избран председателем колхоза имени XIX партийного съезда. Жил в селе Хмелёвка Зуевского района. Умер 19 июня 1955 года.

## Награды
- орден Славы 1-й (31.5.1945)[3], 2-й (8.9.1944)[3] и 3-й (2.8.1944)[2] степеней,
- медали.

## Комментарии
1. ↑  Деревня Ивашковцы, относившаяся к Сезеневской волости Слободского уезда, в последующем входила в состав Овсянниковского сельсовета Зуевского района Кировской области; ныне — урочище в том же районе[1].